# Ружица Илић
Ружица Илић (Београд, 1909 — Београд, 1992) била је српски архитекта.
У марту 1979. је добила пресуду Врховног суда Србије да је она аутор дела Трга партизана у Титовом Ужицу, а не Станко Мандић (он је 1961. награђен Седмојулском наградом за то дело).